# Браунинг (пистолет)

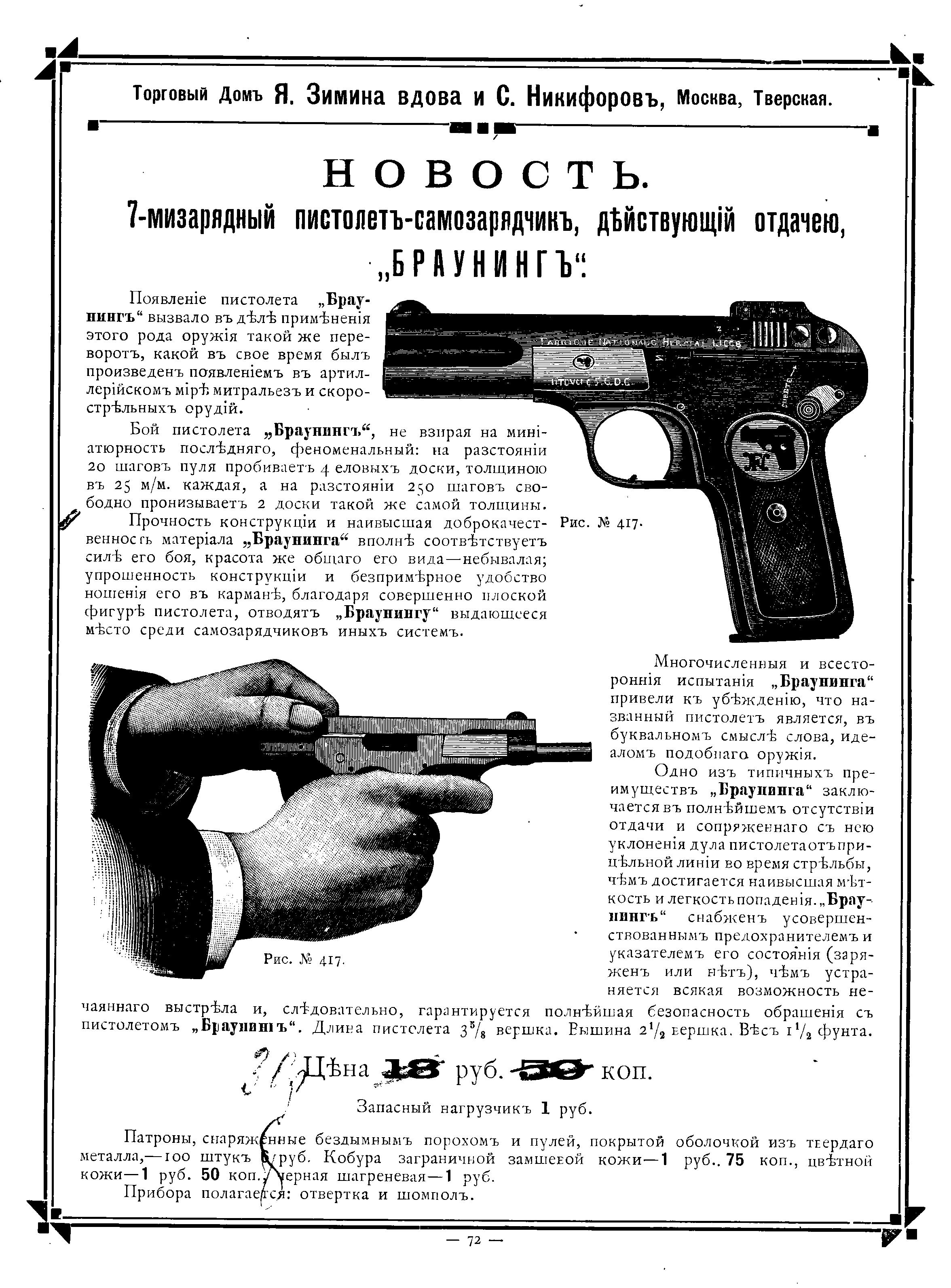
Реклама первого «браунинга» в России

Бра́унинг — общее обиходное название различных пистолетов конструкции Джона Мозеса Браунинга.

## История
В конце XIX в. Джон Мозес Браунинг разработал и запатентовал практически все схемы работы автоматики, которые до настоящего времени лежат в основе большинства самозарядных пистолетов:
- С использованием отдачи ствола при коротком его ходе и запиранием затвора перекосом либо поворотом ствола;
- С использованием отдачи свободного затвора;
- С использованием отвода пороховых газов.

В своих дальнейших разработках он использовал первую и вторую схемы, доведя их до пригодного к серийному производству вида.
Выпускавшиеся массово с начала XX века пистолеты Браунинга, во многом благодаря своей портативности, завоевали большую популярность в мире, стали образцом для копирования и подражания, фактически определили облик большинства последующих конструкций автоматических пистолетов. Вследствие этого слово «браунинг» стало в русском языке именем нарицательным. Нередко так называли вообще любой самозарядный пистолет небольших размеров (по той же причине любой револьвер часто называют наганом).
Первым и крупнейшим производителем пистолетов Браунинга в Европе была бельгийская фирма Fabrique Nationale d’Armes de Guerre (FN). Отсюда происходит устойчивое словосочетание «бельгийский браунинг». Пистолеты Браунинга, сконструированные для американской компании Кольт, называют, как правило, кольтами (см., например, Кольт M1911).
Первый патент на однозарядную винтовку Браунинг продал Винчестеру. Несколько его конструкций охотничьих ружей получил Ремингтон, магазинных винтовок — Стефферсон. Дж. М. Браунинг много и плодотворно работал и над другими классами оружия — автоматическими винтовками, гладкоствольными ружьями, пулемётами. Но когда эти образцы называют «браунингами», обычно требуется уточнять, о чем именно идёт речь.

### Браунинг в Русской революции
На деньги, вырученные от ограбления банка (экспроприации) в Гельсингфорсе в 1906 году, большевики приобрели в Бельгии партию браунингов по цене 33 франка за пистолет, что по тогдашнему курсу составляло примерно 16 золотых рублей (при этом розничная цена составляла 45 франков).
Также, по воспоминаниям участника расстрела царской семьи Михаила Медведева (Кудрина), выстрелом именно из браунинга был убит Николай II.